# Д’Антркасто, Жозеф Антуан де Брюни
Жозеф Антуан де Брюни, шевалье д’Антркасто (фр. Antoine Raymond Joseph de Bruni d'Entrecasteaux; 8 ноября 1737 — 21 июля 1793, Тихий океан) — французский мореплаватель, который в поисках пропавшей экспедиции Лаперуза исследовал побережье Австралии.

## Жизнь и карьера
Д’Антркасто родился в 1737 году в Экс-ан-Прованс. Он учился в иезуитской школе, и хотел стать членом этого ордена, но вмешался отец и в 1754 году отдал его во флот. Во время Семилетней войны служил на корабле «Ла Минерва», приняв участие в сражении при Минорке. Дальнейшая его флотская карьера не ознаменовалась какими-либо примечательными событиями.
В 1785 году д’Антркасто был назначен командующим французской эскадрой в Ост-Индии, и открыл новый путь в Кантон через Зондский пролив и Молуккские острова, которым можно было пользоваться в сезон юго-восточных муссонов. Впоследствии он был назначен губернатором французской колонии Маврикий.

## В поисках Лаперуза

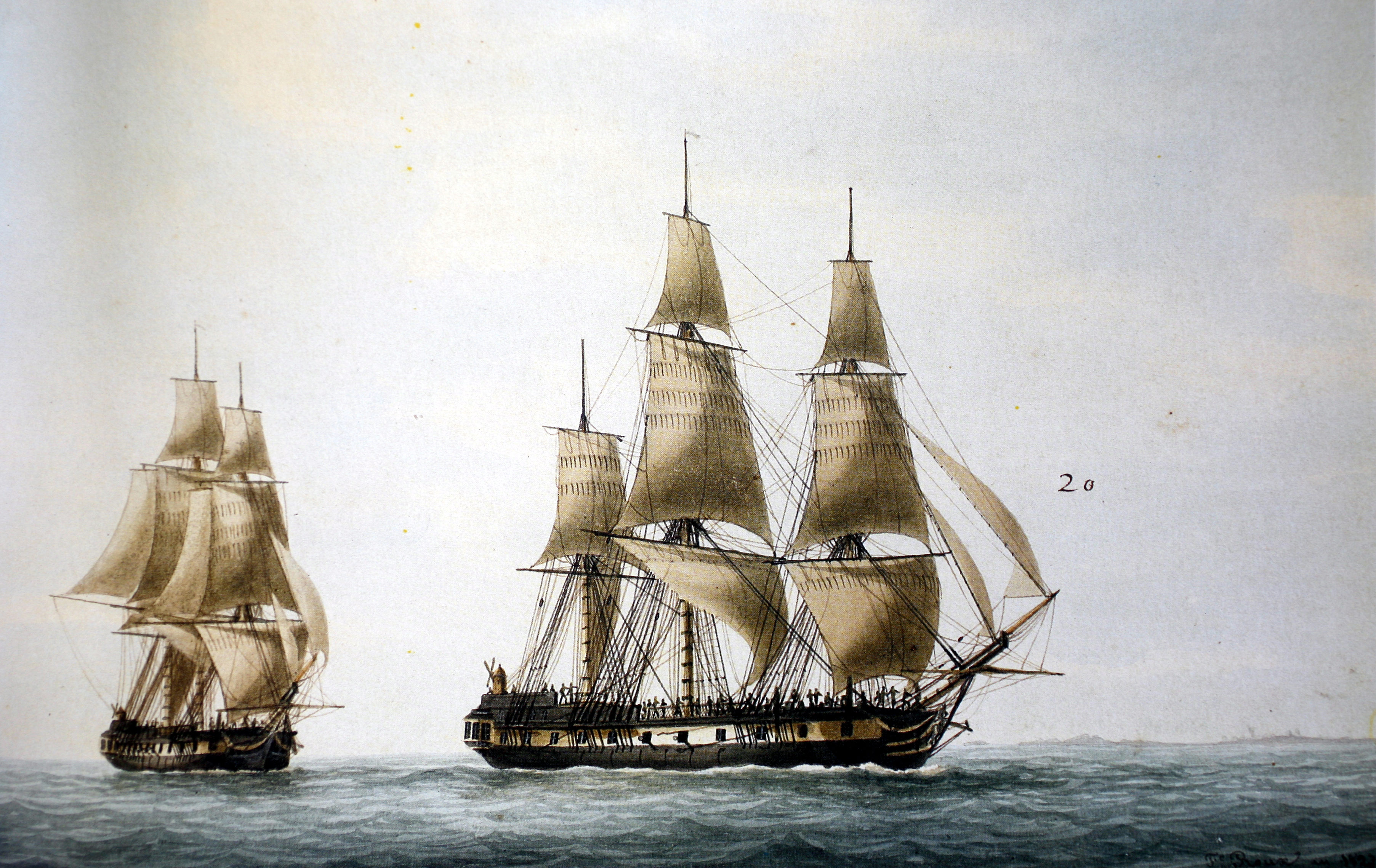
Фрегаты «Поиск» и «Надежда»

В сентябре 1791 года Национальное Учредительное собрание Франции решило отправить экспедицию на поиски Лаперуза, о котором не было никаких вестей с момента его последней корреспонденции из Ботанического залива в марте 1788 года. Командиром экспедиции был назначен д’Антркасто. Он переименовал собственное судно в «Надежду», а приданный фрегат — в «Поиск».
Экспедиция покинула Брест 28 сентября 1791 года, д’Антркасто был перед этим произведён в контр-адмиралы. Он планировал добраться до Австралии и внимательно осмотреть побережье вплоть до Тасмании, после чего, пройдя к северу от Новой Зеландии, отправиться к архипелагу Тонга. Однако когда 17 января 1792 года экспедиция прибыла в Столовую бухту Кейптауна, то стало известно, что английский капитан Хантер на одном из островов Адмиралтейства видел людей в форме французских моряков, подававших ему сигналы, но не смог подойти к берегу из-за сильного волнения. Д’Антркасто решил отправиться прямо туда.
20 апреля 1792 года корабли бросили якорь у берегов Тасмании. В течение пяти недель французские моряки тщательно исследовали побережье и составили его гидрографическое описание.
28 мая 1792 года корабли отплыли в Тихий океан. 17 июня они достигли острова Пен, откуда повернули на север, двигаясь вдоль западного побережья Новой Каледонии. Затем они миновали Соломоновы острова, прошли проливом Святого Георгия между островами Новая Ирландия и Новая Британия, и 28 июля увидели юго-восточные берега Островов Адмиралтейства. После трёхдневных поисков д’Антркасто решил, что услышанные в Кейптауне слухи были ложными, и корабли ушли к острову Амбон для пополнения запасов.
Покинув Амбон 14 октября, д’Антркасто отправился к юго-западной Австралии, чтобы следовать первоначальному плану и в поисках Лаперуза тщательно осмотреть южное побережье континента. Там, будучи в опасном для плаванья районе, корабли 12 декабря попали в шторм и были сильно повреждены. Сумев сделать необходимый ремонт, 18 декабря корабли отправились в Большой Австралийский залив, однако на пустынном побережье отсутствовали источники воды, и 4 января 1793 года д’Антркасто был вынужден направиться прямиком к Тасмании; если бы не это — он бы сделал те географические открытия, которые несколько лет спустя совершили Джордж Басс и Мэтью Флиндерс. 22 января корабли достигли Тасмании и провели там пять недель, производя необходимый ремонт, пополняя запасы и давая отдых командам.
28 февраля д’Антркасто отплыл к Островам Дружбы, миновав по пути Новую Зеландию и острова Кермадек. На островах Дружбы выяснилось, что туземцы хорошо помнят Джеймса Кука и Уильяма Блая, но ничего не слышали о Лаперузе. Экспедиция вернулась к Новой Каледонии, откуда отправилась в поисках Лаперуза на север. 21 июля 1793 года Жозеф Антуан де Брюни д’Антркасто скончался от цинги и был похоронен в море недалеко от берегов Новой Бретани.
Новый начальник экспедиции принял решение плыть в Сурабаю. Там члены экспедиции узнали о революции во Франции и, чтобы корабли не достались республиканскому правительству, они были 18 февраля 1794 года переданы голландским властям. После заключения в 1802 году Амьенского мира документы экспедиции были доставлены во Францию и опубликованы. Позже место гибели фрегатов Лаперуза на острове Поиск (д`Антркасто открыл и назвал его в честь своего фрегата, но не осмотрел) обнаружил капитан Жюль Себастьен Дюмон-Дюрвиль.

## Память
- Пролив Д’Антркасто у юго-восточного побережья острова Тасмания, отделяющий его от острова Бруни, названного также в его честь. В г. Гордоне у берега пролива находится посвящённый Д’Антркасто монумент, который был открыт в феврале 1938 года.[2]
- Острова Д’Антркасто —  архипелаг в Соломоновом море в юго-западной части Тихого океана, принадлежащие Папуа — Новой Гвинее.
- Национальный парк Д’Антркасто в штате Западная Австралия.